# اسهال مسافران
اسهال مسافران (انگلیسی: Traveler's diarrhea) یا به‌طور عامیانه «آب به آب شدن» شایع‌ترین بیماری است که مسافران به آن مبتلا می‌شوند. به‌طور تخمینی سالانه ۱۰ میلیون نفر (۲۰ تا ۵۰ درصد مسافران دنیا) به آن مبتلا می‌شوند. اسهال مسافران به این صورت تعریف می‌شود که شخص مسافر در آخرین ۲۴ ساعت، حداقل سه بار مدفوعش برخلاف شکل معمول باشد که معمولاً با گرفتگی و باد کردن عضلات شکم و تهوع همراه است.

## عوامل
| اشریشیا کلی, انتروتوکسیجنیک | ۲۰–۷۵٪ |
| اشریشیا کلی, انترواگریگیتیو | ۰–۲۰٪  |
| اشریشیا کلی, انترواینویسیو  | ۰–۶٪   |
| شیگلا                       | ۲–۳۰٪  |
| سالمونلا                    | ۰–۳۳٪  |
| کامپیلوباکتر ژژونی          | ۳–۱۷٪  |
| ویبریو پاراهمولیتیکوس       | ۰–۳۱٪  |
| ارومونس هایدروفیلا          | ۰–۳۰٪  |
| ژیاردیا لمبلیا              | ۰–۲۰٪  |
| انتاموبا هیستولیتیکا        | ۰–۵٪   |
| کریپتوزپوریدیوم             | ۰–۲۰٪  |
| روتاویروس                   | ۰–۳۶٪  |
| نورو ویروس                  | ۰–۱۰٪  |

علت اصلی بیماری اسهال مسافران، عوامل عفونی است. در ۸۰٪ موارد انتروباکتریاسیا علت بیماری است و بقیه آن را ویروس‌ها و تک‌یاختگان پروتوزوآ تشکیل می‌دهند. در جدول مقابل، عوامل این بیماری به تفکیک آورده شده‌است.
برای پیشگیری مهم‌ترین اقدام استفاده از آب آشامیدنی پاکیزه است.